# Guns in the Ghetto
Guns in the Ghetto é o décimo primeiro álbum de estúdio da banda UB40, lançado a 30 de junho de 1997.
O disco atingiu o nº 7 das paradas do Reino Unido, ficando 11 semanas nas paradas, sendo certificado disco de prata.

## Faixas
1. "Always There" - 3:37
2. "Hurry Come on Up" - 2:42
3. "I Love It When You Smile" - 4:21
4. "I've Been Missing You" - 3:12
5. "Oracabessa Moonshine" - 3:40
6. "Guns in the Ghetto" - 5:08
7. "Tell Me Is It True" - 3:24
8. "Friendly Fire" - 3:34
9. "I Really Can't Say" - 3:17
10. "Lisa" - 5:41

## Paradas
| Ano  | Parada            | Posição |
| ---- | ----------------- | ------- |
| 1997 | Billboard 200     | 176     |
| 1997 | Top Reggae Albums | 1       |